# Genichi Endo
Genichi Endo (遠藤 元一 Endo Genichi?), född 9 september 1994 i Hokkaido prefektur, är en japansk fotbollsspelare.
Endo började sin karriär 2017 i AC Nagano Parceiro. Sedan 2023 spelar han i FC Gifu.